# Diana Evans

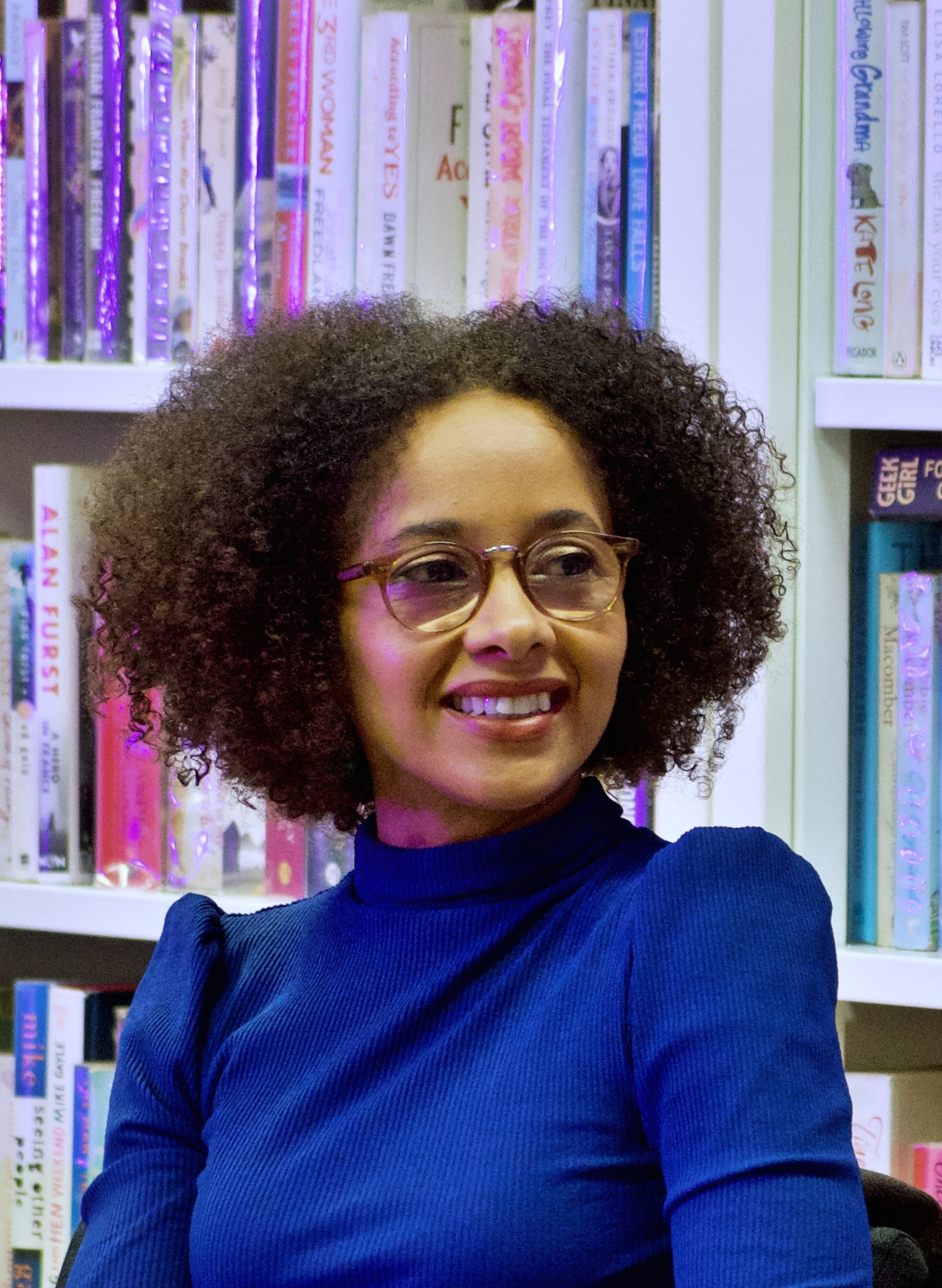
Diana Evans (2019)

Diana Omo Evans (geboren 1973 in Neasden, London) ist eine britische Journalistin und Schriftstellerin.

## Leben
Diana Evans ist die Tochter eines Engländers und einer Immigrantin aus Nigeria, in der kinderreichen Familie hatte sie eine Zwillingsschwester.
Evans studierte Medien an der University of Sussex und machte einen Master of Arts in Creative Writing an der University of East Anglia. Während des Studiums war sie in Brighton Mitglied einer  schwarzen Tanzgruppe. Evans arbeitet als Journalistin, sie war eine Zeit Redakteurin beim Magazin Pride.
Ihr erster Roman 26a stand 2006 auf der Longlist des Guardian First Book Award und erhielt den Orange Award for New Writers.
Der Titel ihres 2018 erschienenen Romans Ordinary People zitiert einen Song von John Legend aus dem Jahr 2004.
2019 wurde sie in die Anthologie New Daughters of Africa von Margaret Busby aufgenommen.

## Politische Einstellungen
Im Oktober 2024 gehörte Evans zu den Unterzeichnern eines Aufrufs zum Boykott israelischer Kulturinstitutionen, „die an der überwältigenden Unterdrückung der Palästinenser mitschuldig sind oder diese stillschweigend beobachtet haben“.

## Werke (Auswahl)
- 26a. London: Chatto & Windus, 2005, ISBN 978-0-7011-7888-8
- The Wonder.  London: Chatto & Windus, 2009, ISBN 978-0-7011-7797-3
  - Als würde ich fliegen. Übersetzung Astrid Mania. München : btb, 2012, ISBN 978-3-442-74310-0
- Ordinary People. London: Chatto & Windus, 2018